# 中华大街街道 (邢台市)
中华大街街道，是中华人民共和国河北省邢台市信都区下辖的一个乡镇级行政单位。

## 行政区划
中华大街街道下辖以下地区：
李演庄社区、爱民社区、金华西社区、金华东社区、胜利北社区、顺泰社区、金宫社区、晶牛社区、四处社区、锦绣社区和金牛社区。